# Women’s Test Cricket
Women’s Test Cricket ist die eine Austragungsform im Cricketsport. Es handelt sich dabei um mehrtägige Länderspiele zwischen Nationalmannschaften, die vom International Cricket Council für derartige Spiele ausdrücklich zugelassen worden sind und bildet damit das Äquivalent zum Test Cricket der Männer. Es ist neben Women’s One-Day International (WODI) und Women’s Twenty20 International (WTwenty20) eine der drei Spielformate die bei Spielen zwischen Nationalmannschaften ausgetragen werden.

## Geschichte
Der erste WTest wurde bei der Tour Englands in Australien 1934/35 ausgetragen. Dabei wurden die The Women’s Ashes zwischen England und Australien ins Leben gerufen, die zunächst den wichtigsten Teil der frühen Begegnungen ausmachten. Bei der gleichen Tour wurde auch ein WTest in Neuseeland bestritten. Es dauerte bis nach dem Zweiten Weltkrieg, bis 1960 Südafrika hinzu kam. Mit Indien und den West Indies wurde der Kreis 1976 erweitert. Weitere Mannschaften aus Südasien kamen mit Pakistan und Sri Lanka hinzu. Mit dem daraufhin sich etablierenden WODIs, verloren die Wtest nach und nach an Bedeutung und werden seitdem nur unregelmäßig bestritten. In den 2000er Jahren bestritten die zu dem Zeitpunkt Associate Member des ICC, Irland und die Niederlande, auch jeweils ein WTest, so das bis heute zehn Mannschaften diese Spielform bestritten haben.

## Mannschaften

Mitglieder des International Cricket Council (ICC):
Full Members mit Teststatus (12)
Associate Members mit One-Day-International-Status (8)
Associate Members (86)
Ehemalige oder suspendierte Mitglieder (8)
Nichtmitglieder (23)

Generell haben heutzutage alle zwölf Vollmitglieder des ICC das Anrecht WTests zu bestreiten, jedoch haben davon bisher Simbabwe und Bangladesch nicht gebraucht gemacht und Afghanistan besitzt derzeit keine Frauen-Nationalmannschaft.
- Australien (1934)
- England (1934)
- Neuseeland (1935)
- Südafrika (1960)
- Indien (1976)
- West Indies (1976)
- Pakistan (1998)
- Sri Lanka (1998)
- Irland (2000)
- Niederlande (2007)

## Unterschiede zum Test Cricket
Im Gegensatz zum Männer-Cricket werden die üblichen Regeländerungen beim Frauen-Cricket berücksichtigt, wie kleineres Feld und kleinerer und leichterer Ball. Auch werden heute WTests üblicherweise über vier Tage ausgetragen, während beim Test Cricket die Spiele in den meisten Fällen über fünf Tage angesetzt sind (auch wenn seit 2017 mit dem kürzeren Format auch für Männer experimentiert wird). Daraus folgt, dass mehr Over pro Stunde absolviert werden (17 statt 15) und dass regulär 100 Over am Tag bestritten werden anstatt 90.

## Statistiken

### Teamleistungen
| WTest                  | WTest     | WTest  | WTest    | WTest | WTest    |
| Mannschaft             | Zeitraum  | Spiele | Gewonnen | Remis | Verloren |
| ---------------------- | --------- | ------ | -------- | ----- | -------- |
| Australien             | 1934–2025 | 80     | 23       | 46    | 11       |
| England                | 1934–2025 | 102    | 21       | 64    | 17       |
| Indien                 | 1976–2024 | 41     | 8        | 27    | 6        |
| Irland                 | 2000      | 1      | 1        | 0     | 0        |
| Niederlande            | 2007      | 1      | 0        | 0     | 1        |
| Neuseeland             | 1935–2004 | 45     | 2        | 33    | 10       |
| Pakistan               | 1998–2004 | 3      | 0        | 1     | 2        |
| Südafrika              | 1960–2024 | 16     | 1        | 7     | 8        |
| Sri Lanka              | 1998      | 1      | 1        | 0     | 0        |
| West Indies            | 1976–2004 | 12     | 1        | 8     | 3        |
| Stand: 1. Februar 2025 |           |        |          |       |          |

### Runs
| WTest                  | WTest      | WTest     | WTest  | WTest |
| Spielerin              | Team       | Zeitraum  | WTests | Runs  |
| ---------------------- | ---------- | --------- | ------ | ----- |
| Janette Brittin        | England    | 1979–1998 | 27     | 1.935 |
| Charlotte Edwards      | England    | 1996–2015 | 23     | 1.676 |
| Rachael Heyhoe-Flint   | England    | 1960–1979 | 22     | 1.594 |
| Debbie Hockley         | Neuseeland | 1979–1996 | 19     | 1.301 |
| Carole Hodges          | England    | 1984–1992 | 18     | 1.164 |
| Stand: 1. Februar 2025 |            |           |        |       |

### Wickets
| WTest                  | WTest      | WTest     | WTest  | WTest   |
| Spielerin              | Team       | Zeitraum  | WTests | Wickets |
| ---------------------- | ---------- | --------- | ------ | ------- |
| Mary Duggan            | England    | 1949–1963 | 17     | 77      |
| Betty Wilson           | Australien | 1948–1958 | 11     | 68      |
| Diana Edulji           | Indien     | 1976–1991 | 20     | 63      |
| Myrtle Maclagan        | England    | 1934–1951 | 14     | 60      |
| Cathryn Fitzpatrick    | Australien | 1991–2006 | 13     | 60      |
| Shubhangi Kulkarni     | Indien     | 1976–1991 | 19     | 60      |
| Stand: 1. Februar 2025 |            |           |        |         |